# Cuisine californienne
Pour un article plus général, voir Cuisine des États-Unis.
 (juin 2018).
Si vous disposez d'ouvrages ou d'articles de référence ou si vous connaissez des sites web de qualité traitant du thème abordé ici, merci de compléter l'article en donnant les références utiles à sa vérifiabilité et en les liant à la section « Notes et références ».

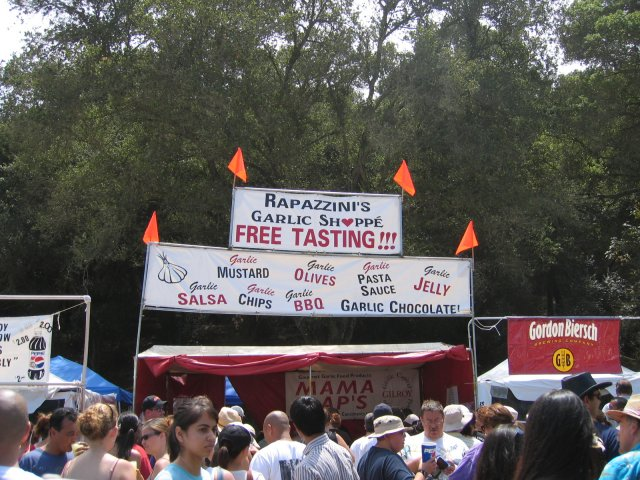
Stand du festival de l'ail à Gilroy.

La cuisine californienne est un style culinaire caractérisé par la fusion, un style intégrant différents styles et ingrédients variés, et préparée avec des produits locaux. Cette cuisine porte un intérêt particulier à la présentation.

## Histoire

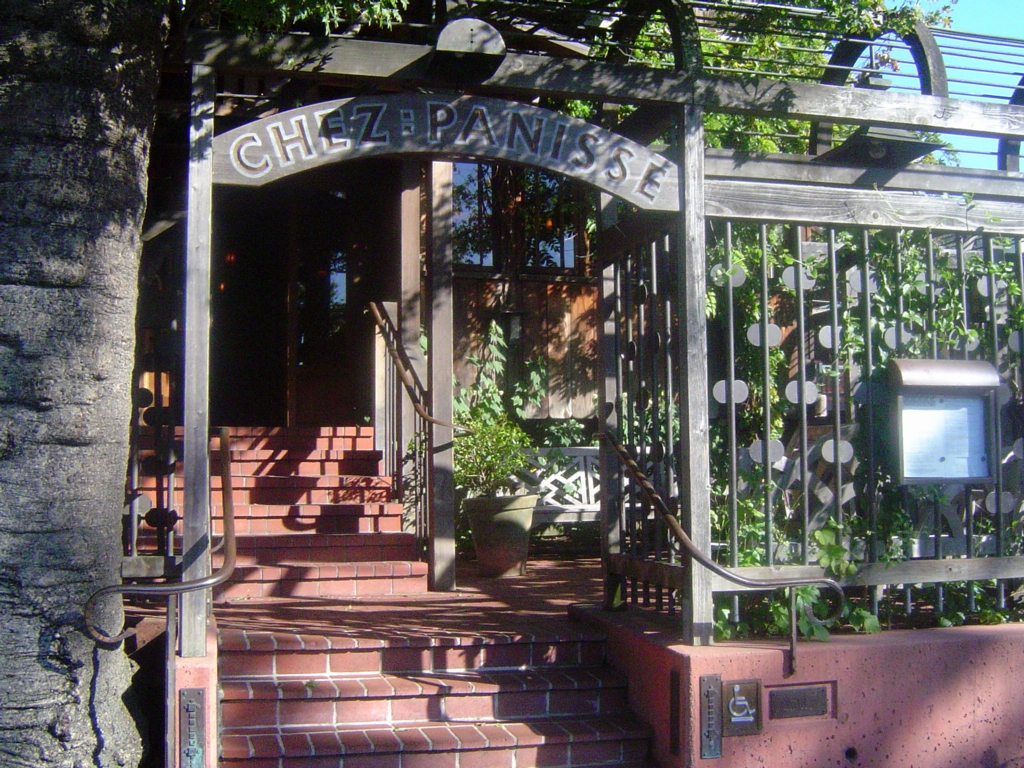
Le restaurant Chez Panisse.

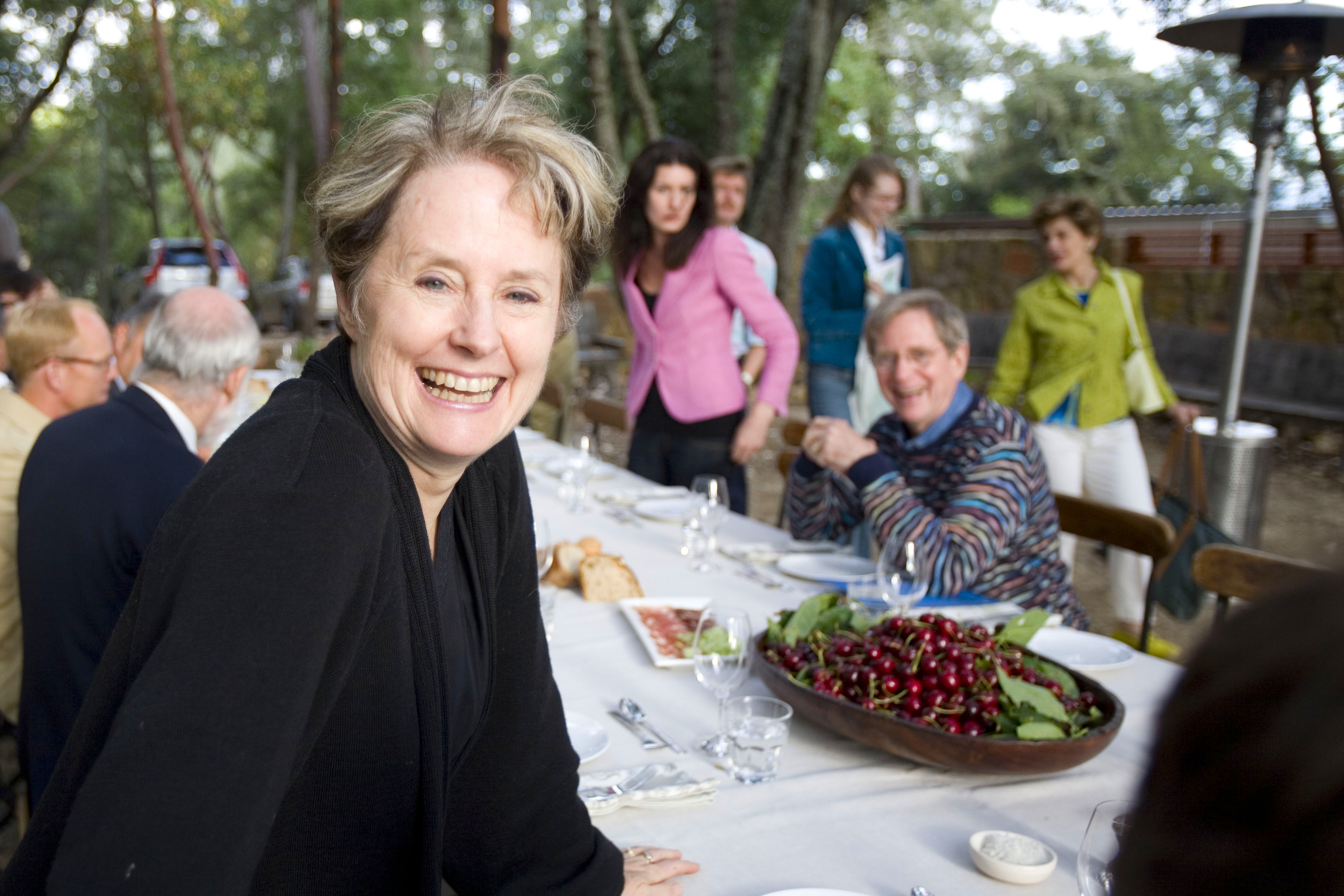
Alice Waters.

Alice Waters, fondatrice du restaurant Chez Panisse à Berkeley, en Californie, est généralement considérée comme à l'origine de la cuisine californienne, et son restaurant est toujours vu comme une référence dans le domaine. Sa cuisine met un accent sur la fraîcheur des ingrédients qui sont de saison, et fournis uniquement par des fermes locales, voire par le jardin même du restaurant......................
Au cours des décennies, d'autres influences sont venues enrichir la complexité de la cuisine californienne, reflétant la diversité ethnique de l'État, notamment asiatiques et latino-américaines, mais l'accent sur la fraîcheur reste l'élément-clé.
Wolfgang Puck, fondateur des restaurants Spago, a popularisé la cuisine californienne en se faisant le traiteur des célébrités lors d'événements prestigieux tels que les après-soirées des Oscars, et est devenu le premier chef américain célèbre. L'ouverture du restaurant Stars à San Francisco par Jeremiah Tower, l'un des chefs ayant travaillé à Chez Panisse pour Alice Waters, contribua également grandement à la médiatisation du style culinaire.

## Plats et ingrédients

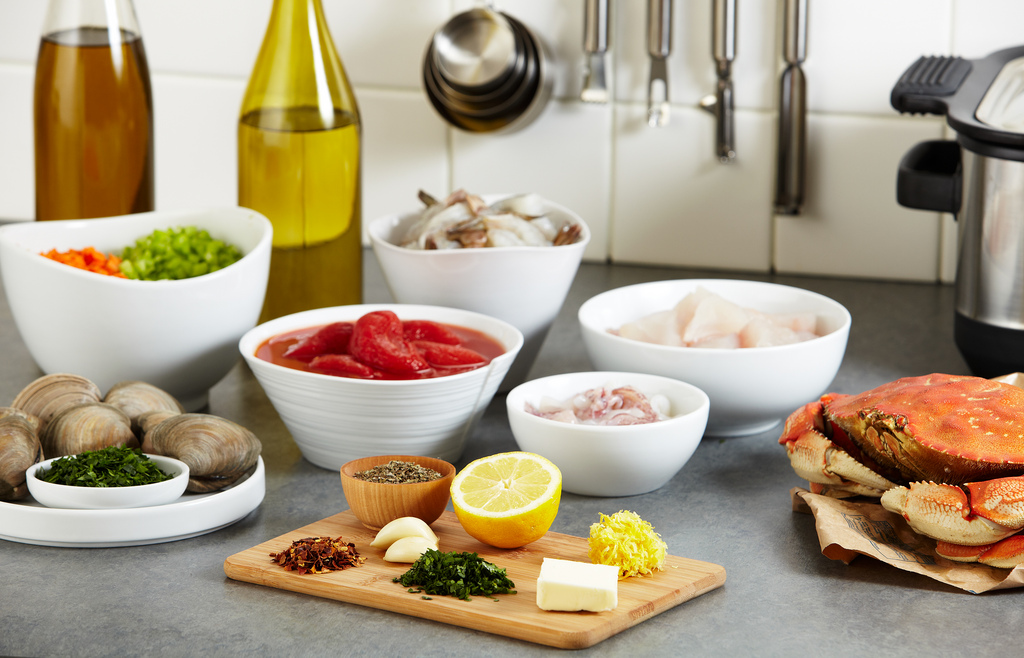
Ingrédients du cioppino.

La cuisine californienne est caractérisée par l'utilisation d'ingrédients frais et locaux. Les menus évoluent en fonction des saisons.
Certains ingrédients moins communs en dehors de la Californie sont désormais associés avec la cuisine de l'État, au moins aux États-Unis : fromage de chèvre, avocats, artichauts, figues, dattes, kakis, amandes et tourteau rouge du Pacifique. Les huîtres, l'ail et le saumon sont également des ingrédients souvent associés avec le nord de l'État. La mention de California devant le nom de certains mets dans les menus des restaurants américains signifie généralement la présence d'avocat.
La Californie est également un important producteur de vin, avec près de 100 régions viticoles. En 2005, l'État a produit 3,1 millions de tonnes de raisins destinés à la production de vin, qui représente la troisième denrée la plus exportée par la Californie.

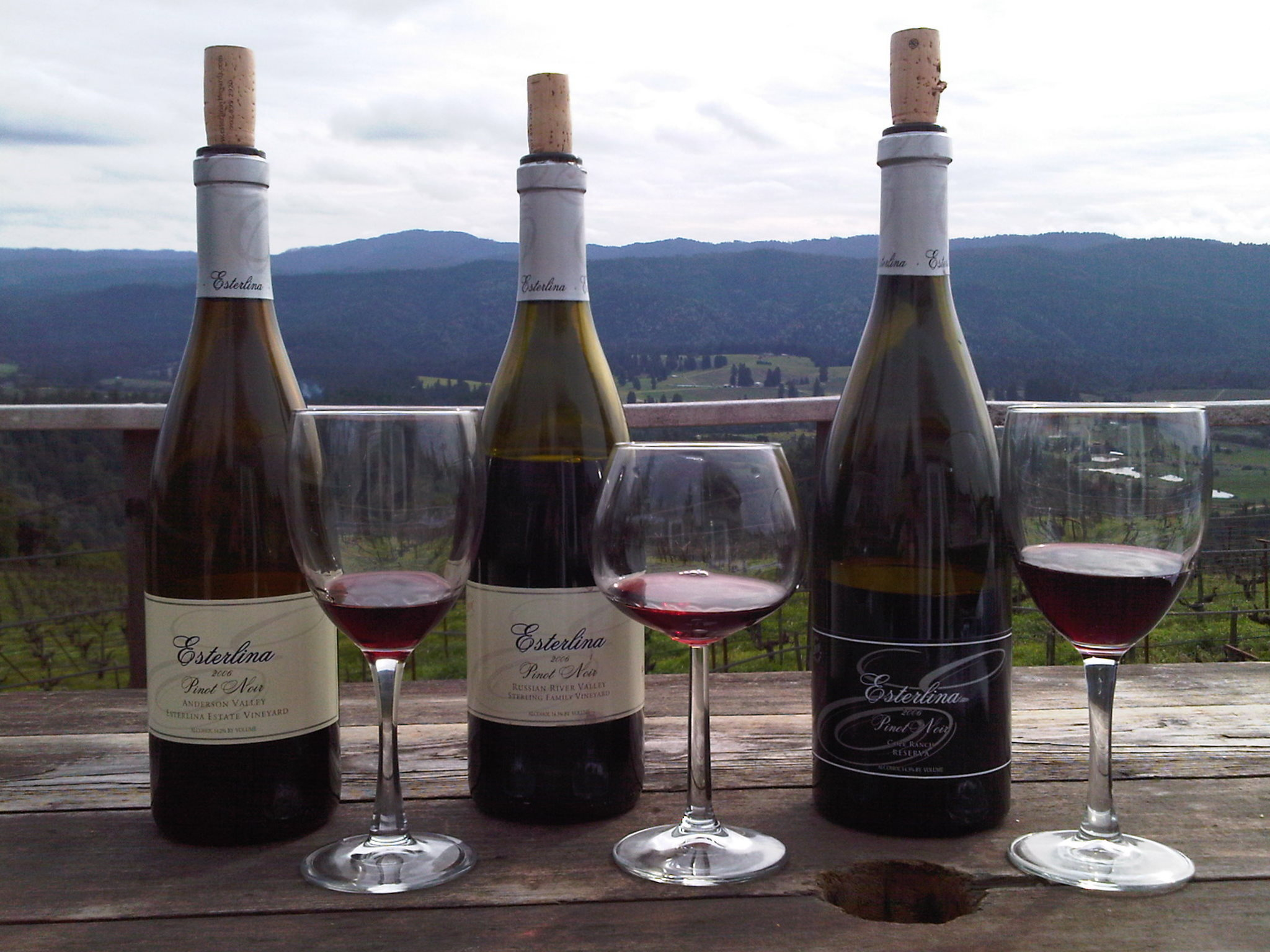
Vins de pinot noir d'Anderson Valle.
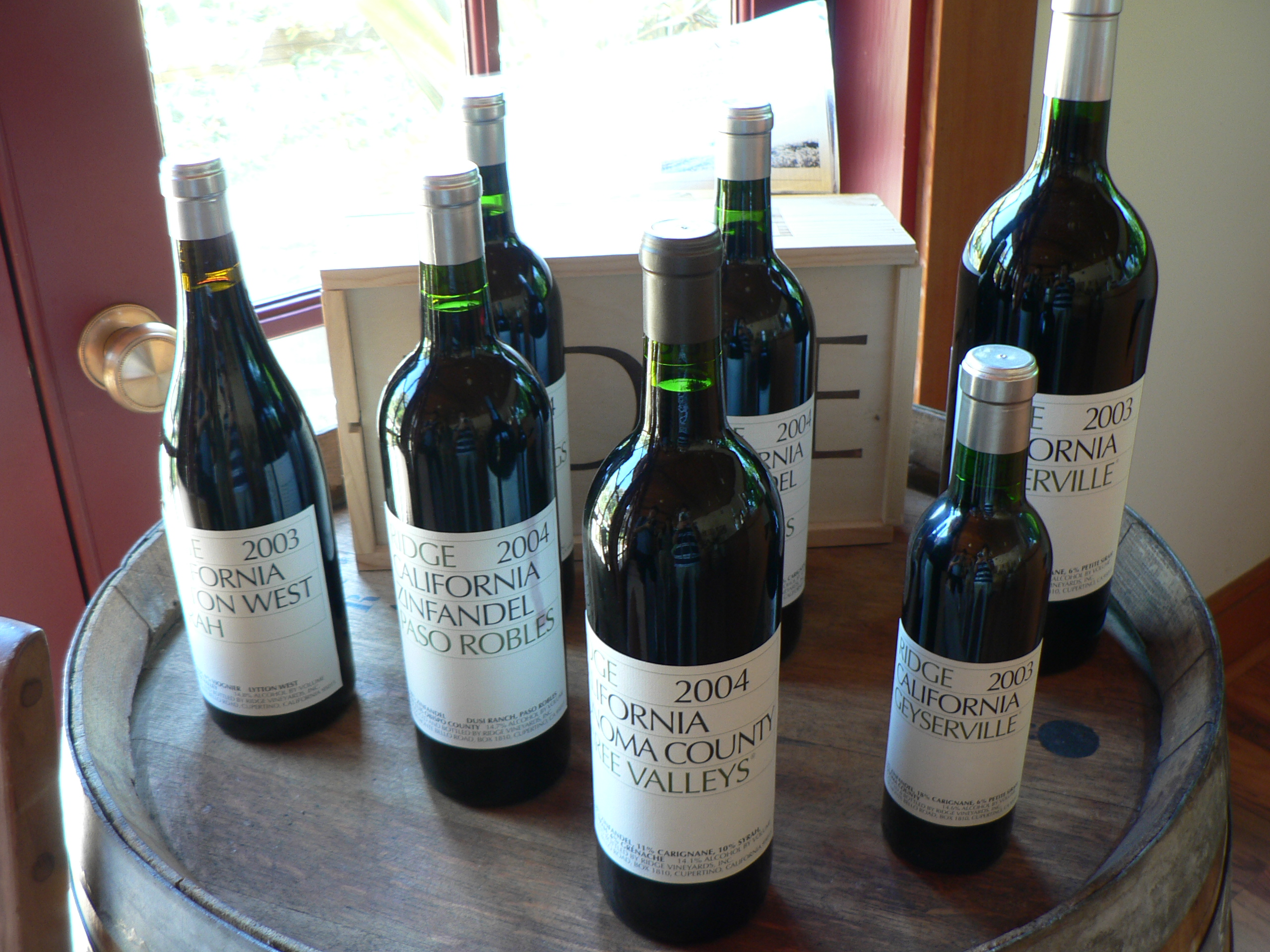
Bouteilles de Ridge Vineyard.
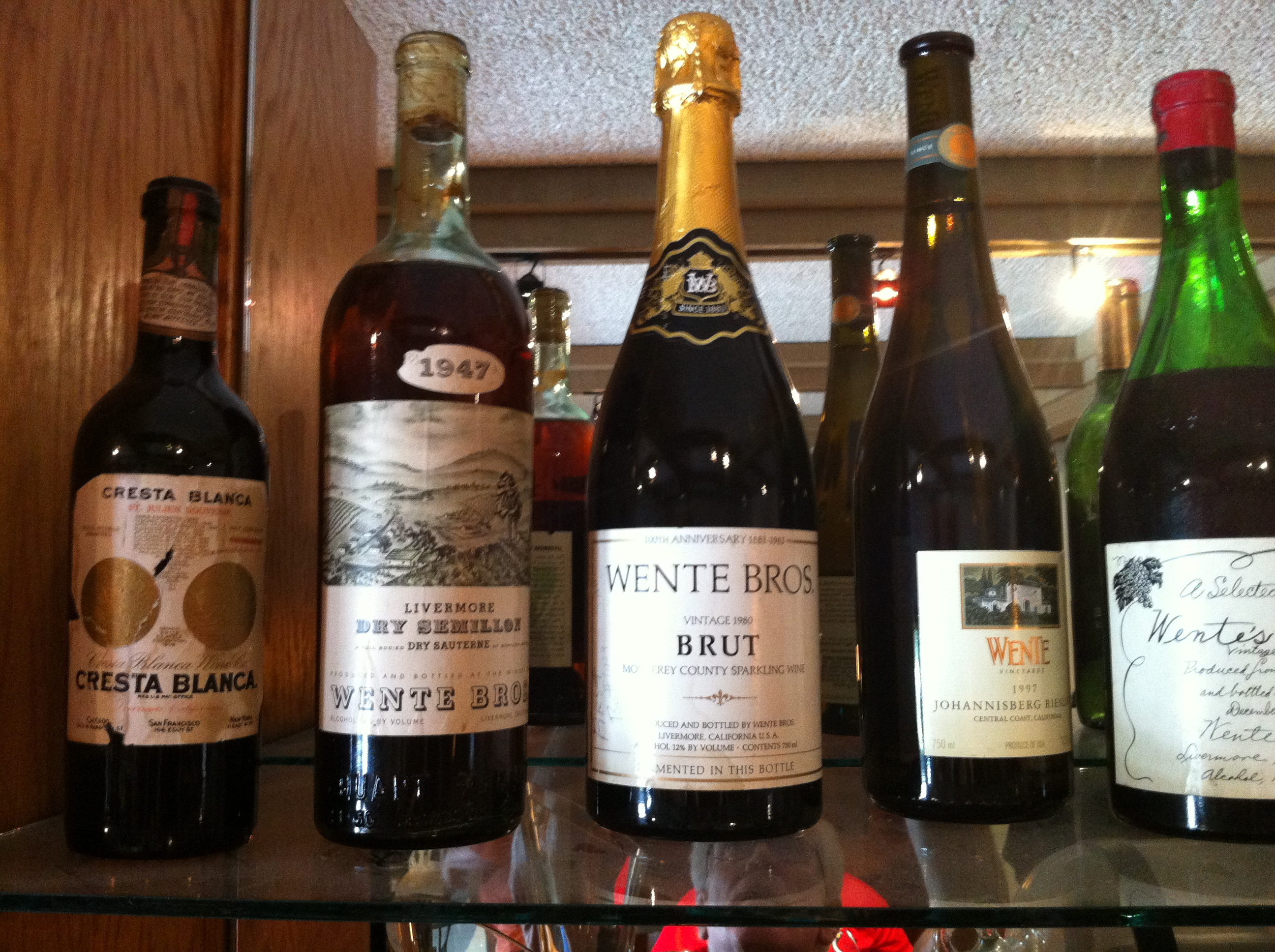
Vieux millésimes de Wente et Cresta Blanca.
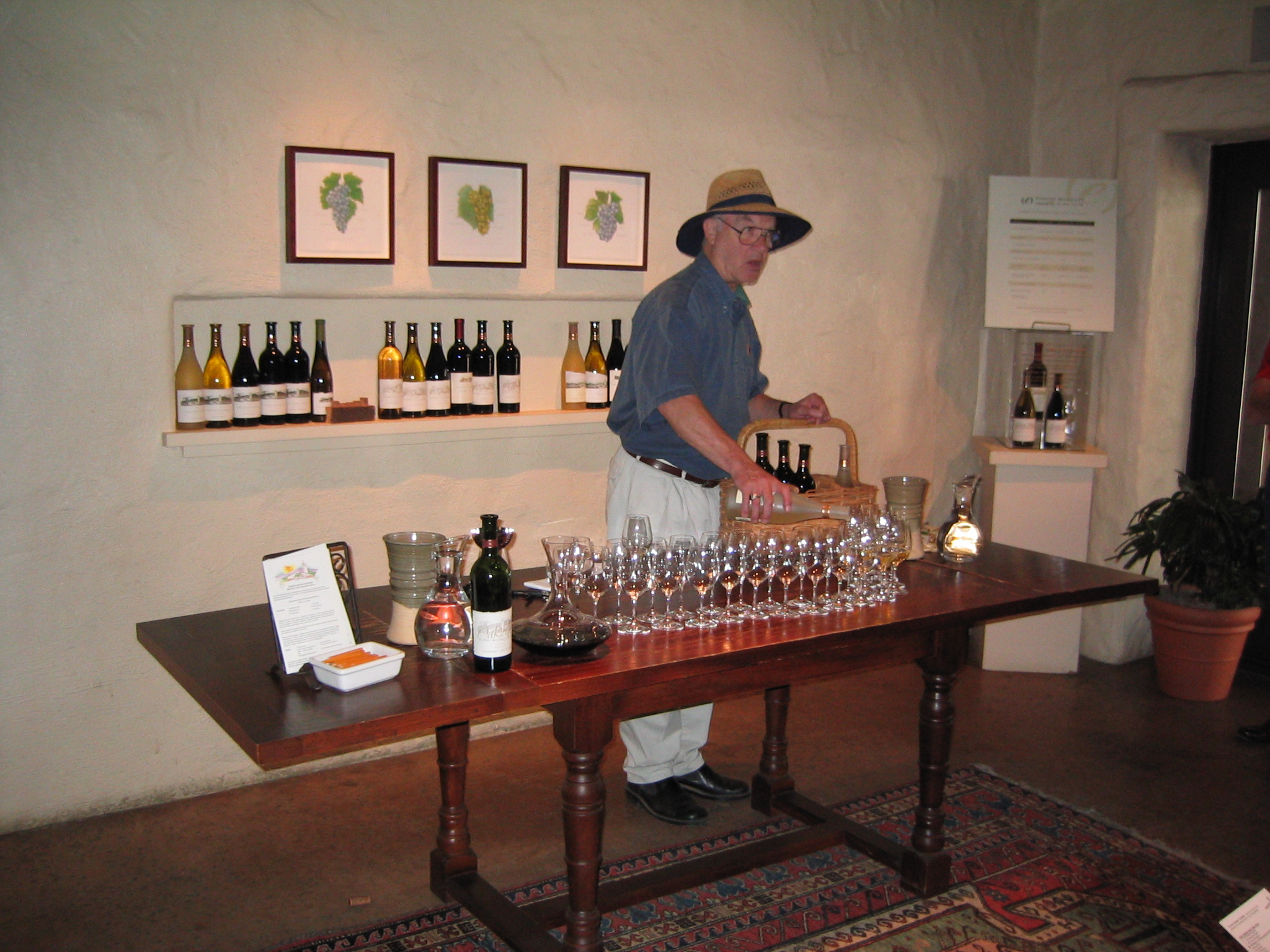
Robert Mondavi en dégustation.

Certains plats sont généralement considérés comme faisant partie intégrante de la cuisine californienne, notamment la salade Cobb et la pizza à la californienne.